# Dash (criptovaluta)

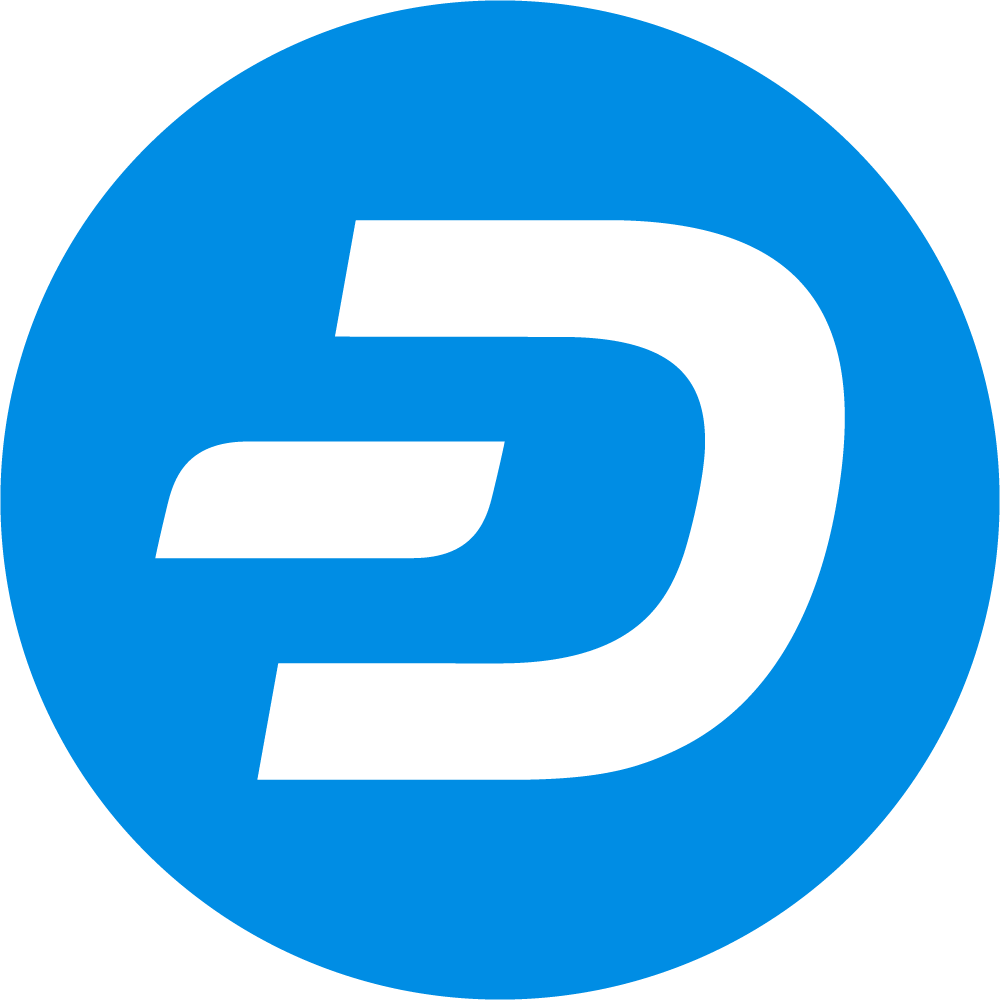
Simbolo cryptovaluta DASH

Dash (prima conosciuta come Darkcoin e XCoin) è una criptovaluta open source peer-to-peer con lo scopo di essere la criptovaluta più user-friendly e più scalabile al mondo.
La governance decentralizzata di Dash ed il sistema di budget lo rende la prima organizzazione autonoma decentralizzata (o in sigla anglosassone: DAO). Il 90% degli onorari ricevuti dai miners è ripartito tra i miners e gli operatori dei masternods. Il restante 10% è destinato al finanziamento dei progetti approvati. 
Alla fine del 2017, Dash era tra le prime dieci criptovalute più popolari per capitalizzazione. Nel marzo 2021, il progetto è stato incluso nella lista di trenta criptovalute popolari per indice di capitalizzazione.

## Come funziona DASH
La valuta digitale peer-to-peer differisce dalla moneta tradizionale in quanto non esiste un’autorità centrale responsabile del monitoraggio dell’approvvigionamento e dell’autenticità. Invece, le dure leggi della matematica regolano l’offerta e assicurano che solo i legittimi proprietari possano spendere i loro saldi. Supponendo che gli utenti seguano le pratiche di sicurezza raccomandate, questo rende quasi impossibile la spesa fraudolenta e il furto. In assenza di un’autorità centrale, ogni nodo della rete deve raggiungere un accordo (o consenso) sui saldi di ciascun account (o indirizzo) ogni pochi minuti. Questa informazione viene quindi memorizzata in un blocco e scritta in modo irreversibile e collegata al blocco precedente per formare una catena. Questo libro mastro costantemente aggiornato è accessibile da qualsiasi utente della rete e viene chiamato blockchain.
Dash si basa su questo concetto semplice (anche se in qualche modo non familiare) offrendo agli utenti transazioni istantanee, private e sicure che sono così semplici, che non saprai nemmeno che stai effettuando transazioni su una blockchain. Chiunque può partecipare alla rete e Dash è ampiamente disponibile per l’acquisto in tutto il mondo.

### Come funzionano i Masternodes di DASH
Masternode sono potenti server supportati da garanzie detenute in Dash e sono progettati per fornire servizi avanzati e governance sulla blockchain. Dash è stato associato al concetto di masternodes fin dall'invenzione di questo nuovo concetto subito dopo l’inizio del progetto nel 2014.
Masternodes ospita copie complete della blockchain e fornisce un secondo livello unico di servizi alla rete, facilitando funzioni avanzate come InstantSend, PrivateSend e nomi utente sulla blockchain.
Masternodes devono essere supportati da garanzie denominate in Dash e in cambio i loro operatori ricevono pagamenti regolari per i servizi che forniscono alla rete. In qualità di custodi altamente impegnati del progetto, gli operatori del masternode hanno la possibilità di votare ogni mese fino al 10% del premio del blocco per finanziare progetti comunitari a sostegno dell’ecosistema Dash.

### Come funziona il Mining di DASH
Come molti blockchain, le transazioni sulla rete di Dash sono protette utilizzando un metodo crittografico noto come mining Proof of Work (PoW). In questo processo, potenti processori informatici cercano soluzioni per un problema matematicamente difficile definito dall’algoritmo di hashing X11.
Questo algoritmo, sviluppato dal fondatore di Dash Evan Duffield e basato su undici delle più sicure tecniche crittografiche conosciute all’epoca, era inteso a ridurre consumo energetico e garantire la distribuzione più equa possibile di Dash durante i primi anni della rete. A differenza di Bitcoin, che si basa su un singolo algoritmo, X11 è anche progettato per fornire protezione contro eventuali debolezze future scoperte in una o più delle funzioni di Dash. Oggi, il settore mining di DASH è un settore altamente professionale guidato da potenti server farm ASIC in tutto il mondo che lavorano per proteggere la rete Dash.

## Dash Roadmap
Dash ha una lunga storia di innovazione e sviluppo, con numerosi prodotti e funzionalità significativi pubblicati nel corso degli anni. Lanciato il 18 gennaio 2014, Dash ha sviluppato rapidamente nuove funzionalità incentrate su velocità, privacy e usabilità, rendendolo ideale per l’uso come valuta digitale. Costruito per garantire la libertà finanziaria e modellare il futuro dei pagamenti per le persone di tutto il mondo, Dash ha una tabella di marcia ambiziosa e una storia comprovata e puntuale.